# Crush 40 (альбом)
| Оценки критиков          | Оценки критиков |
| Источник                 | Оценка          |
| ------------------------ | --------------- |
| VGMO                     | 3.5/5           |
| SeaOfTranquility         | 4/5             |
| AORWebSite               | 80/100          |
| Rock Hard                | 7.5/10          |
| Nightfall in Metal Earth | 3/5             |
| Русскоязычные издания    |                 |
| Darkside                 | 10/10           |
| Metal Library            | 3/5+            |
| HeavyMusic.ru            | 9/10            |
| Всеволод Баронин         | 3/5             |

Crush 40 — одноимённый второй студийный альбом группы Crush 40, выпущенный лейблом Frontiers Records. Он считается международной версией японского эксклюзивного альбома группы Thrill of the Feel, так как содержит все песни, вошедшие в альбом, за исключением инструментальных треков и добавления трёх новых треков: «Live & Learn», «It Doesn’t Matter» в исполнении Тони Харнелла и «Escape from the City» в исполнении Теда Поли и Тони Харнелла.
Порядок сет-листа был кардинально изменён с Thrill of the Feel, и только «Into the Wind» осталась на прежнем месте. «Revvin' Up», «Into the Wind» и «All the Way» также имеют немного большую/меньшую продолжительность воспроизведения (на одну секунду) между двумя альбомами. «Open Your Heart» также на этом альбоме на 5 секунд длиннее.
Название группы «Crush 40» будет уже официально представлено в игре «Sonic Heroes», которая позже вышла в 2003 году.

## Переименование коллектива и путаницы Sons of Angels
В прошлом уже существовала группа с названием «Sons of Angels». Это была норвежская хард-рок-группа, которая некоторое время была расформирована. Слияние коллектива произошло как раз в то время, когда их японские двойники активно записывались при создании треков для игры Sonic Adventure 2. Таким образом на очередном собрании японских Sons of Angels и продюсеров было принято решение о смене имени, во избежание путаницы.

Событие это произошло спонтанно, поскольку, как объяснялся сам Дзюн Сэноуэ:
У нас была в то время такая ситуация, что думать о новом названии просто не было времени, все старались максимально качественно содействовать в записи треков.
В итоге как рассказывал Дзюн о причине своего выбора:
В тот день мы перебрали немало слов, отбросили варианты и оставили несколько, на которых думали остановится. Crush нам понравилось больше всего, звучало как-то дерзко. Джонни добавил число и в итоге мы получили Crush 40. К тому же это название моего любимого газированного напитка Crush.
Также Джонни высказывался по этому поводу на мероприятии Summer of Sonic 2010:
Знаете, почему именно Crush 40? Ну, сказать честно, мы никогда не хотели стареть. Не верилось, что когда-нибудь нам исполнится 40. Мы хотели как бы сокрушить это число, так что в принципе это одна из причин выбора такого названия. Полагаю, теперь придётся менять название на Crush 50.

## Авторство и путаница в песнях
Многие считают, что песни «It Doesn’t Matter» и «Escape from the City» это песни Crush 40, но это не так: в записи этих двух треков принимали практически только Дзюн: песня «It Doesn’t Matter» был записан с ударником Хироцугу Хомма и басистом Наото Сибата. Песня «Escape from the City» был записан с ударником Кацудзи Кирита и басистом Такэси Танэда. Тони Харнеел исполнял партии вокала в обоих песнях, Тед Поли только в «Escape from the City». По словам Сэноуэ, Crush 40 — это группа, созданная им самим и Джиоэли, хотя треки «It Doesn’t Matter» и «Escape from the City» (в исполнении Тони Харнелла и Теда Поли соответственно) были включены в альбом. Сэноуэ объяснил, что это было сделано для того, чтобы показать эти песни фанатам.

## Издания альбома
| Страна | Год  | Лейбл             | Формат | Каталог       | Примечания    |
| ------ | ---- | ----------------- | ------ | ------------- | ------------- |
| Европа | 2003 | Frontiers Records | CD     | FR CD 127     | —             |
| Россия | 2003 | CD-Maximum        | CD     | CDM 0203-1317 | —             |
| Европа | 2003 | Frontiers Records | CD     | FR CD 127     | Промо издание |

## Список композиций
Вся музыка написана Дзюном Сэноуэ.
| №                   | Название                                                             | Саундтрек к игре    | Длительность |
| ------------------- | -------------------------------------------------------------------- | ------------------- | ------------ |
| 1.                  | «Live & Learn»                                                       | Sonic Adventure 2   | 4:30         |
| 2.                  | «Revvin' Up»                                                         | NASCAR Arcade       | 4:34         |
| 3.                  | «Into the Wind»                                                      | NASCAR Arcade       | 4:29         |
| 4.                  | «In the Lead»                                                        | NASCAR Arcade       | 4:03         |
| 5.                  | «Watch Me Fly...»                                                    | NASCAR Arcade       | 5:09         |
| 6.                  | «Fuel Me»                                                            | NASCAR Arcade       | 2:44         |
| 7.                  | «Dangerous Ground»                                                   | NASCAR Arcade       | 2:10         |
| 8.                  | «All the Way»                                                        | NASCAR Arcade       | 4:10         |
| 9.                  | «Open Your Heart»                                                    | Sonic Adventure     | 5:16         |
| 10.                 | «It Doesn't Matter» (feat. Тони Харнелл) (Bonus Track)               | Sonic Adventure     | 4:27         |
| 11.                 | «Escape from the City» (feat. Тони Харнелл и Тед Поли) (Bonus Track) | Sonic Adventure 2   | 2:20         |
| Общая длительность: | Общая длительность:                                                  | Общая длительность: | 43:52        |

## Участники записи

### Crush 40
- Дзюн Сэноуэ — гитары, бэк-вокал в треке 7, аранжировки, продюсер, композитор
- Джонни Джиоэли — вокал на всех треках кроме 10 и 11

### Дополнительные музыканты
- Наото Сибата — бас-гитара на всех треках кроме 1 и 11
- Такэси Танэда — бас-гитара на треках 1 и 11
- Хироцугу Хомма — ударные на всех треках кроме 1 и 11
- Кацудзи Кирита — ударные на треках 1 и 11
- Тони Харнелл — вокал на треках 10 и 11
- Тед Поли — вокал на треке 11
- Ютака Минобэ — клавишные на треке 5
- Юкио Морикава — бэк-вокал в треке 7
- Кадзухидэ Сирота — соло-гитара на треке 8

### Технический персонал
- Хирокадзу Акаси, Веном, Стэн Катаяма — звукорежиссёры, инженеры по мастерингу
- Ёситада Мия и Масахиро Фукухара — звукорежиссёры
- Джон Крупп, Трэвис Смит, Савако Согабэ — ассистенты инженера
- Джулио Катальдо — дизайн обложки и графический макет
- Уильямс Хеймс, Хироюки Ёсихама, Цугу Вада — фотографы
- Тиаки Курода — логотип Crush 40

## Факты
- Одна из строчек песни «Escape from the City» является отсылкой на другую песню — «Live & Learn», из той же игры Sonic Adventure 2.
- Это единственный альбом Crush 40, где помимо Джонни Джиоэли на вокале были другие музыканты.
- Этот альбом по сути и не альбом, а компиляция старых песен, однако его и сборником не назовёшь.
- Это единственный альбом Crush 40, на обложке которого написаны имена вокалиста и гитариста.